# Calystegia silvatica
Calystegia silvatica é uma espécie de planta com flor pertencente à família Convolvulaceae. 
A autoridade científica da espécie é (Kit.) Griseb., tendo sido publicada em Spicilegium florae rumelicae et bithynicae...2(1): 74. 1844.

## Portugal
Trata-se de uma espécie presente no território português, nomeadamente os seguintes táxones infraespecíficos:
- Calystegia silvatica subsp. silvatica - presente em Portugal Continental. Em termos de naturalidade é nativa da região atrás referida. Não se encontra protegida por legislação portuguesa ou da Comunidade Europeia.
- Calystegia silvatica subsp. disjuncta - presente em Portugal Continental. Em termos de naturalidade é nativa da região atrás referida. Não se encontra protegida por legislação portuguesa ou da Comunidade Europeia.